# Atlas Fútbol Club Femenil
El Club Atlas Femenil es un equipo de fútbol profesional de la Primera División Femenil de México. El club disputa sus partidos como local en el Estadio Jalisco, en Guadalajara, con una capacidad para 55.020 espectadores. Sus colores tradicionales son el rojo y el negro. Su debut en la primera división fue el 5 de agosto de 2017.

## Símbolos

### Escudo
Los colores que lo identifican son el negro y el rojo, por San Lorenzo mártir, patrono del Colegio Ampleforth, sitio donde estudiaron algunos de sus fundadores. El negro simboliza al mártir y el rojo, la sangre derramada por él. Con base en estos colores, fue diseñada la casaca deportiva y el escudo; la famosa A del escudo del Atlas fue diseñada por el pintor y dibujante de origen austríaco, Carlos Stahl, quien sugirió como blasón la A blanca sobre un fondo rojinegro.

## Instalaciones

### CECAF
El Centro de Capacitación de Fútbol cuenta con cuatro canchas profesionales de pasto natural, una fosa de porteros, gimnasio, consultorios médicos, oficinas y estacionamiento.

### Academia AGA
Un Centro de Alto Rendimiento con instalaciones de primer mundo que ayudarán a que tanto los jugadores y las jugadoras del Primer Equipo Varonil y Femenil, como todos los jóvenes futbolistas de las Fuerzas Básicas Rojinegras puedan desarrollarse de la mejor manera. 
La Academia AGA reunirá a todas las áreas que colaboran en la institución y contará con seis canchas de fútbol profesionales. El objetivo de este vanguardista Centro de Alto Rendimiento, no es otro más que ayudar a los jugadores y las jugadoras de nuestras categorías profesionales, a lograr el sueño de representar de manera ejemplar a La Academia del Fútbol Mexicano en Primera División.

### Estadio Jalisco
El “Monumental” Estadio Jalisco, casa de los Rojinegros, con capacidad para 53,961 aficionados, ha sido sede de dos Copas del Mundo de la FIFA, en 1970 y 1986, además de la Copa Confederaciones 1999 y los Preolímpicos de Atenas 2004 y Tokio 2020.

## Indumentaria

### Proveedor
| Período     | Proveedor |
| ----------- | --------- |
| 2017 – 2020 | Adidas    |
| 2020 – 2025 | Charly    |

## Jugadoras

### Altas y bajas: Apertura 2024
Fecha de actualización: 7 de junio de 2024
| Altas           | Altas         | Altas                 |
| Jugadora        | Posición      | Procedencia           |
| --------------- | ------------- | --------------------- |
| Elena Sainz     | Defensa       | Club Puebla           |
| Jaquelín García | Mediocampista | Querétaro Fútbol Club |

 En Pretemporada existen jugadoras del equipo piloto, se contemplarán como altas si son registradas para el torneo 
| Bajas             | Bajas     | Bajas        |
| Jugadora          | Posición  | Destino      |
| ----------------- | --------- | ------------ |
| Ana Gaby Paz      | Portera   | Agente Libre |
| Alejandra Franco  | Delantera | Agente Libre |
| Karla Zempoalteca | Defensa   | Agente Libre |

Existen casos de jugadoras que estaba en el equipo piloto y fichan para otro equipo, la jugadora se considerará baja las que debutan en liga.

### Fuerzas Básicas

#### Sub-19
- La jugadora ya debutó en Primera División.

### Jugadoras internacionales
| Selección                                  | Categoría | Jugadoras                                                     | #     |
| ------------------------------------------ | --------- | ------------------------------------------------------------- | ----- |
| México                                     | Sub-20    | Alejandra Lomelí, Paola García                                | 2 (2) |
| México                                     | Sub-17    | Alexa Michel, Camila Vázquez, Dayana Cobarrubias, Ivana Labra | 2 (4) |
| Costa Rica                                 | Absoluta  | Daniela Solera, Daniela Cruz, María Paula Salas.              | 1 (3) |
| El Salvador                                | Absoluta  | Brenda Cerén                                                  | 1 (1) |
| Fecha de actualización: 4 de junio de 2024 |           |                                                               |       |

Se consideran jugadoras internacionales si han recibido llamado a selecciones nacionales en los últimos 12 meses. Con negritas se muestran aquellas jugadoras que han sido llamadas en la última convocatoria. 

## Plantillas Importantes

### 11 Inicial en Liga
Atlas Femenil inicia su participación en la Liga MX Femenil el sábado 29 de julio de 2017 en Chivas Gigantera, cayendo 3 a 0 ante el  Deportivo Guadalajara en el primer clásico tapatío de la categoría.
| Alineación: - María Neri - Paola Brizuela - Fanny Grano - Marcela Varela - Nohely Enriquez - Samanta Alcalá - Daniela Ramírez - Maritza Maldonado - Bárbara Sandoval - Alicia Cervantes - Mayra Santana - D.T. Jorge Rodríguez |  | M. Neri P. Brizuela F. Grano M. Varela N. Enriquez S. Alcalá B. Sandoval D. Ramírez M. Maldonado A. Cervantes M. Santana |  |

### 1erPartido de Liguilla
Las Académicas inician su participación en la fase final de la Liga MX Femenil en los cuartos de final del torneo Apertura 2018 el viernes 23 de noviembre de 2018 en las canchas Colomos, cayendo 2 a 1 ante Tigres de la UANL. El gol a favor fue de Maritza Maldonado (87'). 
| Alineación: - Ana Paz - Karla García - Alejandra Franco - Mitzi Martínez - Fátima Delgado - Joana Robles - Ana Rodríguez - Zellyka Arce - Adriana Iturbide - Fabiola Ibarra - Ana García - D.T. Fernando Samayoa |  | A. Paz K. García A. Franco M. Martínez F. Delgado J. Robles E. Verdugo Z. Arce C. Ibarra A. Iturbide A. García |  |

## Estadísticas

### Primera División
Actualizado al último partido disputado el: 3 de mayo de 2024
| TORNEO        | PJ  | PG  | PE | PP | GF  | GC  | DIF | PTS | POSICIÓN                                     | LOGRO                                        | EFE (%) |
| ------------- | --- | --- | -- | -- | --- | --- | --- | --- | -------------------------------------------- | -------------------------------------------- | ------- |
| Apertura 2017 | 14  | 6   | 2  | 6  | 24  | 29  | -5  | 20  | 8.º                                          | –                                            | 47.6%   |
| Clausura 2018 | 14  | 2   | 1  | 11 | 15  | 34  | -19 | 7   | 15.º                                         | –                                            | 16.7%   |
| Apertura 2018 | 18  | 8   | 6  | 4  | 29  | 15  | 14  | 30  | 8.º                                          | Cuartos de final                             | 55.6%   |
| Clausura 2019 | 18  | 11  | 2  | 5  | 33  | 20  | 13  | 35  | 5.º                                          | Cuartos de final                             | 64.8%   |
| Apertura 2019 | 20  | 7   | 8  | 5  | 35  | 21  | 14  | 29  | 8.º                                          | Cuartos de final                             | 48.3%   |
| Clausura 2020 | 9   | 7   | 1  | 1  | 18  | 7   | 11  | 22  | Suspendido debido a la pandemia por COVID-19 | Suspendido debido a la pandemia por COVID-19 | 81.5%   |
| Apertura 2020 | 19  | 14  | 2  | 3  | 49  | 22  | 27  | 44  | 2.º                                          | Cuartos de final                             | 77.2%   |
| Clausura 2021 | 21  | 12  | 5  | 4  | 36  | 26  | 10  | 41  | 3.º                                          | Semifinal                                    | 65.1%   |
| Apertura 2021 | 21  | 13  | 4  | 4  | 36  | 21  | 15  | 43  | 3.º                                          | Semifinal                                    | 68.3%   |
| Clausura 2022 | 19  | 7   | 6  | 6  | 28  | 34  | -6  | 27  | 6.º                                          | Cuartos de final                             | 47.4%   |
| Apertura 2022 | 17  | 6   | 5  | 6  | 25  | 25  | 0   | 23  | 10.º                                         | –                                            | 45.1%   |
| Clausura 2023 | 19  | 8   | 4  | 7  | 28  | 40  | -12 | 28  | 7.º                                          | Cuartos de final                             | 49.1%   |
| Apertura 2023 | 17  | 5   | 3  | 9  | 20  | 32  | -12 | 18  | 13.º                                         | –                                            | 35.3%   |
| Clausura 2024 | 17  | 4   | 6  | 7  | 17  | 24  | -7  | 18  | 12º                                          | –                                            | 35.3%   |
| TOTAL         | 243 | 110 | 55 | 78 | 393 | 350 | 43  | 385 | 8.º                                          | 2 Semifinales                                | 52.8%   |

### Campeonas de goleo
| Torneo        | Jugador         | Goles | Partidos | Promedio |
| ------------- | --------------- | ----- | -------- | -------- |
| Clausura 2019 | Fabiola Ibarra  | 7     | 16       | 0.44     |
| Clausura 2021 | Alison González | 18    | 17       | 1.06     |

## Goles históricos

### Goles en Liga
| Gol                                         | Fecha                   | Jugador                 | Rival                    | Resultado | Notas           |
| ------------------------------------------- | ----------------------- | ----------------------- | ------------------------ | --------- | --------------- |
| 1                                           | 5 de agosto de 2017     | Maritza Maldonado (36') | Club Santos Laguna       | 3 - 2     | Primer gol Liga |
| 50                                          | 9 de septiembre de 2018 | Ana Rosa García (41')   | Club de Fútbol Monterrey | 1 - 1     | Gol número 50   |
| 100                                         | 19 de abril de 2019     | Alison González (23')   | Club Necaxa              | 0 - 2     | Gol número 100  |
| 200                                         | 27 de noviembre de 2020 | Alison González (30')   | Querétaro Fútbol Club    | 1 - 2     | Gol número 200  |
| 300                                         | 28 de enero de 2022     | Fernanda Limón (85')    | Tigres de la UANL        | 5 - 1     | Gol número 300  |
| 400                                         | 20 de enero de 2024     | María Paula Salas (3')  | Mazatlán Fútbol Club     | 1 - 3     | Gol número 400  |
| Fecha de actualización: 20 de enero de 2024 |                         |                         |                          |           |                 |

## Máximas goleadoras
Actualizado al último partido disputado el: 3 de mayo de 2024

### Máximas goleadoras en liga
| Pos  | Nacionalidad | Nombre            | Goles |
| ---- | ------------ | ----------------- | ----- |
| 1.º  | México       | Alison González   | 72    |
| 2.º  | México       | Fabiola Ibarra    | 46    |
| 3.º  | México       | Adriana Iturbide  | 43    |
| 4.º  | México       | Paola García      | 24    |
| 5.º  | México       | Joana Robles      | 19    |
| 6.º  | México       | Ana Rosa García   | 18    |
| 7.º  | México       | Fernanda Limón    | 17    |
| 8.º  | México       | Zellyka Arce      | 12    |
| 9.º  | México       | Maritza Maldonado | 11    |
| 10.º | El Salvador  | Brenda Cerén      | 10    |
| 10.º | Costa Rica   | Carolina Venegas  | 10    |

| Máximas goleadoras en temporada regular | Máximas goleadoras en temporada regular | Máximas goleadoras en temporada regular | Máximas goleadoras en temporada regular |
| Pos                                     | Nacionalidad                            | Nombre                                  | Goles                                   |
| --------------------------------------- | --------------------------------------- | --------------------------------------- | --------------------------------------- |
| 1.º                                     | México                                  | Alison González                         | 64                                      |
| 2.º                                     | México                                  | Fabiola Ibarra                          | 43                                      |
| 3.º                                     | México                                  | Adriana Iturbide                        | 42                                      |
| 4.º                                     | México                                  | Paola García                            | 23                                      |
| 5.º                                     | México                                  | Ana Rosa García                         | 18                                      |
| Máximas goleadoras en liguilla          |                                         |                                         |                                         |
| Pos                                     | Nacionalidad                            | Nombre                                  | Goles                                   |
| 1.º                                     | México                                  | Alison González                         | 8                                       |
| 2.º                                     | México                                  | Fabiola Ibarra                          | 3                                       |
| 3.º                                     | México                                  | Joana Robles                            | 2                                       |
| 3.º                                     | México                                  | Zellyka Arce                            | 2                                       |

### Máximas anotadoras por temporada
| Máximas anotadoras por temporada regular de liga | Máximas anotadoras por temporada regular de liga | Máximas anotadoras por temporada regular de liga |
| Torneo                                           | Jugadora                                         | Goles                                            |
| ------------------------------------------------ | ------------------------------------------------ | ------------------------------------------------ |
| Apertura 2017                                    | Alicia Cervantes                                 | 9                                                |
| Clausura 2018                                    | Maritza Maldonado                                | 4                                                |
| Clausura 2018                                    | Ana Rosa García                                  | 4                                                |
| Apertura 2018                                    | Adriana Iturbide                                 | 7                                                |
| Clausura 2019                                    | Fabiola Ibarra                                   | 7                                                |
| Apertura 2019                                    | Adriana Iturbide                                 | 9                                                |
| Clausura 2020 *                                  | Fabiola Ibarra                                   | 6                                                |
| Apertura 2020                                    | Álison González                                  | 17                                               |
| Clausura 2021                                    | Álison González                                  | 18                                               |
| Apertura 2021                                    | Álison González                                  | 13                                               |
| Clausura 2022                                    | Adriana Iturbide                                 | 9                                                |
| Apertura 2022                                    | Carolina Venegas                                 | 4                                                |
| Apertura 2022                                    | Fabiola Ibarra                                   | 4                                                |
| Clausura 2023                                    | Carolina Venegas                                 | 6                                                |
| Apertura 2023                                    | Fabiola Ibarra                                   | 5                                                |
| Clausura 2024                                    | Paola García                                     | 5                                                |

| Máximas anotadoras por liguilla | Máximas anotadoras por liguilla                            | Máximas anotadoras por liguilla              |
| Torneo                          | Jugadora                                                   | Goles                                        |
| ------------------------------- | ---------------------------------------------------------- | -------------------------------------------- |
| Apertura 2018                   | Maritza Maldonado                                          | 1                                            |
| Clausura 2019                   | Álison González                                            | 1                                            |
| Apertura 2019                   | No se anotaron goles durante la liguilla                   | No se anotaron goles durante la liguilla     |
| Clausura 2020                   | Suspendido debido a la pandemia por COVID-19               | Suspendido debido a la pandemia por COVID-19 |
| Apertura 2020                   | Adriana Iturbide Joana Robles Álison González Paola García | 1                                            |
| Clausura 2021                   | Álison González                                            | 3                                            |
| Apertura 2021                   | Álison González                                            | 3                                            |
| Clausura 2022                   | Fabiola Ibarra                                             | 1                                            |
| Clausura 2023                   | No se anotaron goles durante la liguilla                   | No se anotaron goles durante la liguilla     |

## Palmarés

### Época Semiprofesional
| Competición nacional semiprofesional(1) | Títulos        | Subcampeonatos |
| --------------------------------------- | -------------- | -------------- |
| Superliga Femenil (1/1)                 | Invierno 2000. |                |

## Jugadoras Extranjeras
| Jugadora          | Posición  | Edad    | Procedencia              | Destino                 | Duración            |
| ----------------- | --------- | ------- | ------------------------ | ----------------------- | ------------------- |
| Sulma Plancarte   | Delantera | 32 años | San Francisco Nighthawks | C.S. Y D. Suchitepéquez | Cl. 2022 - Ap. 2022 |
| Andrea Amaya      | Delantera | 22 años | A.D. Chalatenango        | Alianza F.C.            | Ap. 2022            |
| Carolina Venegas  | Delantera | 33 años | D. Saprissa              | D. Saprissa             | Ap. 2022 - Cl. 2023 |
| Magalí Cuadrado   | Delantera | 26 años | Mazatlán F.C.            | Mazatlán F.C.           | Ap. 2022 - Cl. 2023 |
| Daniela Cruz      | Defensa   | 34 años | D. Saprissa              | Sigue en el club        | Cl. 2023 - Presente |
| Brenda Cerén      | Delantera | 26 años | Alianza F.C.             | Sigue en el club        | Cl. 2023 - Presente |
| Daniela Solera    | Portera   | 28 años | Sporting F.C.            | Sigue en el club        | Ap. 2023 - Presente |
| María Paula Salas | Delantera | 23 años | C. de F. Monterrey       | Fenerbahçe S.K          | Ap. 2023 - Presente |

## Entrenadores
Actualizado al último partido disputado el: 3 de mayo de 2024
| Entrenador        | Temporada     | PJ  | PG | PE | PP | TR | GF  | GC  | DIF | PTS | POS                                          | Resultado                                    | EFE (%) |
| ----------------- | ------------- | --- | -- | -- | -- | -- | --- | --- | --- | --- | -------------------------------------------- | -------------------------------------------- | ------- |
| Jorge Rodríguez   | Apertura 2017 | 14  | 6  | 2  | 6  | 0  | 24  | 29  | -5  | 20  | 8.º                                          | Fase de grupos                               | 47.6    |
| Jorge Rodríguez   | Total         | 14  | 6  | 2  | 6  | 0  | 24  | 29  | -5  | 20  | 8.º                                          | Fase de grupos                               | 47.6 %  |
| Susana Gutiérrez  | Clausura 2018 | 13  | 2  | 1  | 10 | 0  | 15  | 34  | -19 | 7   | 15.º                                         | Fase de grupos                               | 17.9    |
| Susana Gutiérrez  | Total         | 13  | 2  | 1  | 10 | 0  | 15  | 34  | -19 | 7   | 15.º                                         | Fase de grupos                               | 17.9 %  |
| Fernando Samayoa  | Apertura 2018 | 20  | 9  | 7  | 1  | 0  | 29  | 15  | 14  | 30  | 8.º                                          | Cuartos de final                             | 56.7    |
| Fernando Samayoa  | Clausura 2019 | 16  | 7  | 2  | 7  | 0  | 33  | 20  | 13  | 35  | 5.º                                          | Cuartos de final                             | 47.9    |
| Fernando Samayoa  | Apertura 2019 | 18  | 9  | 4  | 5  | 0  | 35  | 21  | 14  | 29  | 8.º                                          | Cuartos de final                             | 57.4    |
| Fernando Samayoa  | Clausura 2020 | 12  | 5  | 3  | 4  | 0  | 18  | 7   | 11  | 22  | Suspendido debido a la pandemia por COVID-19 | Suspendido debido a la pandemia por COVID-19 | 50      |
| Fernando Samayoa  | Apertura 2020 | 19  | 10 | 4  | 5  | 0  | 49  | 22  | 27  | 44  | 2.º                                          | Cuartos de final                             | 59.6    |
| Fernando Samayoa  | Clausura 2021 | 23  | 14 | 4  | 5  | 0  | 36  | 26  | 10  | 41  | 3.º                                          | Semifinales                                  | 66.7    |
| Fernando Samayoa  | Apertura 2021 | 17  | 12 | 3  | 2  | 0  | 36  | 21  | 15  | 43  | 3.º                                          | Semifinales                                  | 76.5    |
| Fernando Samayoa  | Total         | 125 | 66 | 27 | 29 | 0  | 236 | 132 | 104 | 244 | 5.º                                          | 2 Semifinales                                | 60 %    |
| Alejandro Rosales | Clausura 2022 | 16  | 7  | 5  | 4  | 0  | 28  | 34  | -6  | 27  | 6.º                                          | Cuartos de final                             | 54.2    |
| Alejandro Rosales | Total         | 16  | 7  | 5  | 4  | 0  | 28  | 34  | -6  | 27  | 6.º                                          | 1 Cuartos de final                           | 54.2 %  |
| Fabiola Vargas    | Apertura 2022 | 17  | 6  | 5  | 6  | 0  | 25  | 25  | 0   | 23  | 10.º                                         | Fase Regular                                 | 45.1    |
| Fabiola Vargas    | Clausura 2023 | 17  | 8  | 4  | 5  | 0  | 28  | 40  | -12 | 28  | 7.º                                          | Cuartos de final                             | 54.9    |
| Fabiola Vargas    | Total         | 34  | 14 | 9  | 11 | 0  | 53  | 65  | -12 | 51  | 9.º                                          | 1 Cuartos de final                           | 50 %    |
| Roberto Medina    | Apertura 2023 | 17  | 5  | 3  | 9  | 0  | 20  | 32  | -12 | 18  | 13.º                                         | Fase Regular                                 | 35.3    |
| Roberto Medina    | Clausura 2024 | 17  | 4  | 6  | 7  | 0  | 17  | 24  | -7  | 18  | 12º                                          | Fase Regular                                 | 35.3    |
| Roberto Medina    | Total         | 34  | 9  | 9  | 16 | 0  | 37  | 56  | -19 | 36  | 13.º                                         | Fase Regular                                 | 35.3 %  |